# Voll zu spät!
Voll zu spät! (Originaltitel: Nate is late) ist eine australisch-französische Zeichentrickserie aus dem Jahr 2018. Die Erstausstrahlung erfolgte am 26. Mai 2018 im australischen Nine Network, im deutschsprachigen Raum lief die Serie erstmals am 22. Oktober 2018 auf Super RTL.

## Handlung
Hauptpersonen der Serie sind die beiden achtjährigen Schulkinder Mats (im Original Nate) und Malika. Jeden Morgen gehen sie gemeinsam zur Schule. Obwohl sie immer so starten, dass sie pünktlich ankommen würden, schaffen sie es nie, da sie unterwegs immer von den verschiedensten skurrilen Situationen aufgehalten werden. So begegnen den beiden auf ihrem Weg zum Beispiel Monster, Außerirdische, Roboter, Piraten oder fleischfressende Pflanzen. Dadurch kommen Mats und Malika jeden Tag zu spät in der Schule an, wo sie von Direktorin Strengelmeier empfangen werden, die ihnen ihre abenteuerlichen Geschichten zwar nicht glaubt, allerdings verschaffen besagte Abenteuer den Kindern jedes Mal eine Möglichkeit, sich für ihre Verspätung zu entschuldigen (meist wird sie so abgelenkt, dass sie vergisst, Mats und Malika zu ermahnen).

## Episoden
Bisher wurden (Stand 2025) 64 Episoden in 3 Staffeln produziert.

## Synchronisation
Die deutschsprachige Synchronisation der Serie übernahm die Hamburger Synchron GmbH unter der Regie von Kerstin Draeger, für das Dialogbuch zeichnete Kati Schaefer verantwortlich.
| Rolle                    | Englischer Sprecher | Deutscher Sprecher |
| Malika                   | Sarah Aubrey        | Julia Fölster      |
| Mats                     | Jane Ubrien         | Benjamin Stolz     |
| Viola                    | Jillian OʼDowd      | Tina Eschmann      |
| Maurice                  | Jane Ubrien         | Moritz Meyer       |
| Direktorin Strengelmeier | Sarah Aubrey        | Ela Nitzsche       |
| Frau Reinfort            | Jillian O’Dowd      | Gerlinde Dillge    |